# Kőszárhegy
Kőszárhegy is een plaats (község) en gemeente in het Hongaarse comitaat Fejér. Kőszárhegy telt 1370 inwoners (2001).